# شحادة شحادة
القس شحادة شحادة (بالعبرية: שחאדה שחאדה‏) (شحادة شحادة، 1930، كفر ياسيف - 2010) كان كاهنا في الانجيلية - الأسقفية، فلسطيني48، ناشط سياسي ورئيس اللجنة الوطنية لحماية الأراضي. زوجته دوريس شحادة (أم سمير).
في عام 1975 كان من مؤسسي اللجنة الوطنية لحماية الأراضي التي شكلتها القائمة الشيوعية الجديدة للتحرك ضد قرار الحكومة لمصادرة الأراضي لتوسيع المدن الكبيرة في الجليل، الكرمل والناصرة العليا. وكان شحادة رئيس المنظمة وكان من بين المبادرين ليوم الأرض الأول في عام 1976.
في عام 1988 أسس مع الحاخام جيريمي ميلجرم (رجال دين من أجل السلام) (Clergy For Peace)، وهي منظمة تهدف إلى تعزيز السلام بمساعدة اليهود المتدينين والمسيحيين والمسلمين.
حتى وفاته، كان نائبا لرئيس الجبهة الديمقراطية للسلام والمساواة وشغل أيضا منصب راعي سانت جون في حيفا ورئيس مجلس إدارة مدرسة سانت جون في حيفا.

## حياته
من سنة 1948 حتى 1966 كان الفلسطينيون تحت الحكم العسكري. كان عمره 17 سنة، ولم يقرر بعد ماذا سيفعل بعد الدراسة الثانوية. ذهب إلى الحاكم العسكري في كفر ياسيف يطلُب تصريح حتى ينزل لحيفا لكن رفضوا أن يعطوه تصريح، فرجِع إلى البيت غضبان ويتكلم عن تعامل الحاكم العسكري السيء له، أمه وضعت يدها على فمه وقالت: أسكُتْ يَمّا، الحيطان إلها أذنين تسمع، أخوكْ معلِّم وأُختَكْ مْعلمِة، بُكرَة بِقطَعوا لُقمِة عيشْنا.
كان العرب الفلسطينيين يعيشون تحت عامِل التهديد والخوف، ومْهدَّدينْ على لٌقمِة العيش. ومن هنا بدأ التحول لدى القس. أن يجب ان تتغير الحياة ولا يجب ان تكون هكذا. وكشاب صغير كان يؤمن بالتعايش السلمي فاختار في حينه الانضمام لصفوف شبيبة حزب (مبام). مبام (حزب العمال الموحد)، وهو حزب يساري اجتماعي اعتمد على العمود الفقري لـ «الكيبوتس القطري». وبعد إنشاء حكومة الوحدة في 1984 انفصل مبام عن المعراخ ونجح في الحصول على ثلاثة أعضاء كنيست فقط في انتخابات 1988 واضطر إلى الانضمام إلى حركة ميريتس في 1992 من اجل البقاء. 
كرجل دين أستطيع التحدّث عن الحق وعن العدالة والسلام بقوّة أكثر من السياسيين
أنهى المرحلِة الثانوية في كفر ياسيف. بعدها اشتغل بالتعليم، حدّادْ، اشتغل في الزراعَة. وبدأ يفكِّر أن يكون رجل دين في الكنيسة والمجالات كانت مفتوحَة بشكل هائل. رأى انه من خلال الكنيسة يقدر أن يمارس قناعاته ومبادئه. فكّر بهذا الطريق لأنه فيه إصلاح اجتماعي، وفكر انه كرجُل دين ممكن أن يصلح في مسائل الزواج والطلاق، في الحياة الاجتماعيِّة للناس وفي أمور كثيرة أخرى.
أنا لست رجُل سياسِة وإلى اليوم أنا لا أؤمِن بالسياسِة. لكني كرجل دين أستطيع التحدّث عن الحق وعن العدالة والسلام بقوّة أكثر من السياسيين.
يتمتّع القس شحادة بتجربة غنية تفوق تجارب كثيرين. فقد خدم ككاهن في كنيسة مار يوحنا الأسقفيّة، وترأس مدرسة مار يوحنا في حيفا، وإشغل منصب نائب رئيس مجلس الجبهة الديمقراطية للسلام والمساواة، فلدى القس الدكتور شحادة شحادة تاريخ حافل يجمع ما بين مسؤولياته الرعوية وبين العمل السياسي. قبل حوالي ثلاثين عامًا، كان القس شحادة، الذي ترأّس لجنة الدفاع عن الآراضي، هو مَن قادة أول احتجاج جماهيري منظّم للأقلية الفلسطينية في إسرائيل ضد الطريقة التي تعامل بها الدولة مواطنيها العرب.

## دراسته
سافر لمدة أربع سنوات للهند لدراسة اللاهوت. ورجع سنة 1968 بعد الاحتلال رأساً واشتغل لمدة سنتين في الكنيسِة الأسقفيّة في رام الله ونابلس، واشتغل سنتين في الكنيسة في القدس. بعدها ترك نابلس وسافر إلى إنجلترا لإكمال دراسة اللاهوت. رجع سنة 1973 وسكن في شفا عمرو من سنة 1972 إلى سنة 1980 وكان مسؤولا عنها لغاية سنة 1986. وإلى سنة 1990 كان قسيس كفر ياسيف وشفاعمرو معاً. أنا وشفاعمرو أصدقاء لحدّْ اليوم.

## دور الكنيسة
عرضت الحركِة الصهيونيِّة على أحد الأفراد في الكنيسة الأسقفية أن نبيع ممتلكات تابعة للكنيسة وأن يهاجروا إلى البرازيل، وهناك يشترون لهم قطعة أرض كبيرة يصنعوا فيها قرية فلسطينية ويشتغِلوا هناك ويعيشوا هناك، وصاروا يبحثون في هذا الامر في أحد المجامع في الكنيسِة في أوائل سنوات الخمسينْ، وَرُفِضَ هذا العرضْ رَفْضاً باتاً.
هذه الهجرة تحدث اليوم وهناك مجموعة من (أبو سنان) هاجروا إلى البرازيل. ويذكر انه قبل أن يسافر إلى الهند في أواخر الخمسينيات كان يسكن في عمارة ضَخمِة جداً للكنيسة في حيفا، في منطقة إسمها سانت لوكْسْ على طرف وادي النسناس. في كل غُرْفة أو غُرُفْتين كانت تسكن عائلة أرمنيّة. كان بلاحِظ أن عدد السكان الأرمَنْ بِقِلّْ إلى أن اختفوا، والذي تبَيَّن أنّ امرأة أرمنيِّة كانت ساكنة في كندا، يُظن أن زوجها يهودي، وسَحبوا كل العائلات الأرمنيِّة من حيفا لكندا.
كانوا يدفَعون لهم أجرة السفر، ويعطوهُم دار للسكن، ووظيفة للعمل. اليوم تعيش هذه العائِلات في كندا ما عدا عائلة واحدة بقيت في العمارة في حيفا حتى هذا اليوم.
هذا مخطط الترحيل للحركة الصهيونيّة، وأكثر من ذلك الأرض صودرت منذ أول امؤتمر صهيوني عالمي عقد في بازِل في سويسرا عام 1897، هناك أعلن هرتسل أن الشعب اليهودي هو شعب بلا وطن وأرض، وهناك في فلسطين أرض بلا شعب. من هنا بدأت المؤامرة على فلسطين وهذا أمر واضح جداً.
على هذا الأساس ساهمت الكنيسة في ترسيخْ الجذور في الوطن ضد مؤامرة الترحيل. حين كان القس شحادة في جيل الثلاثين، كنت يسكن في بيت تابِع للكنيسة، لأنه كان المُتّبعْ أن تُزَود الكنيسة بيت ليسكُنه القسيس في منطقة خدمته.. كان مُستاء من الحُكم العسكري وتعامُل الجيش الفَظّْ مع أبناء شعبنا الفلسطينيين. وفي إحدى المرات كان الطقس شتاء وإذْ يُطرَقْ الباب بالليل، فَتحت الباب وإذا بجنديين يهوديين أمام البيت، فدخل أحد الضباط إلى البيت وسأل القسيس كيف يصعدون إلى السطح. فقال له القسيس: انتظر ! ومن قال لك أني سأسمح لك بالصعود إلى السطح؟! فقال له الضابط: الضابط هو الذي طلب مني. فأجابه القسيس: الضابِط طلب منك إنت! وأنا لا أريد ان تصعد إلى سطح بيتي. قال الجندي: لكنني مجبور أن اصعد إلى السطح لأحرس من فوق. فقال له القسيس: إنزل إلى الشارِع وأُحرُسْ من تحتْ! لماذا تحرس من سطح بيتي؟؟ فعاد الجندي ليقول: الضابِطْ طلب منّي.. فقال له القسيس: الضابِط هو رئيسَك إنت وليس رئيسي أنا، هذه منطقة كنيسة ولا أسْمَح لَك أن تدخل من هنا... فعاد الضابط وقال: لماذا لا تسمح للجندي يأن يصعد على سطح البيت؟ نحن نريد حراسته. فأجاب القسيس: أنا لم أطلب حِراسة مِن أحد.
كان مَطلبي حقّْ لأني، ساكِن في إسرائيل وجندي يهودي فوق بيتي في نابلس بِحرُسني.. شو بَدها الناسْ تْقولْ عَنّي!.. يعني تفسيرها أن أكون بنظر الناس عميل سُلطَة وبَتْعامَلْ معهُم.. أنا مِشْ عميل، أنا بتْعامَلْ بَسْ لَربّي وبَشتغِلْ بَسْ للحق.

## القسيس وقضية مصادرة الأراضي
في الثلاثين من آذار العام 1976، أعلن القسّ شحادة وزملاؤه الناشطون في اللجنة عن إضراب شامل للمواطنين الفلسطينيين في إسرائيل، وقاموا بتعبئة المجتمع بغية التأكيد على حقوقه وعلى هويّته من خلال العمل الجماعي المباشر. وكما يروي القس، كانت النيّة من وراء الإضراب الشامل أن يكون بمثابة احتجاج سلميّ ضدّ مخطّط الحكومة الدّاعي إلى مصادرة أكثر من 20,000 دونم من الأراضي، يقع معظمها في الجليل، وكذلك في النقب والمثلّث، أي في الجنوب ومركز البلاد على التّوالي.
كانت مصادرة الأراضي هي السّمة البارزة في توجّه إسرائيل التّمييزي في ما يتعلّق بقضايا الأرض والتخطيط منذ تأسيسها قبل نصف قرن ونيّف. فيقدّر أنّ نحو ستّة بالمائة فقط من أراضي فلسطين التاريخية كانت بملكيّة يهودية عشية إقامة الدولة في العام 1948. وتمّت خلال السنوات الـ 56 الماضية مصادرة قطاعات واسعة من الأراضي التي يملكها العرب، بشكل منهجي، أو تمّ الاستيلاء عليها بموجب القانون لتصبح ملكًا للدولة أو للمؤسّسات الصّهيونية المفوّضة بالعمل من أجل مصلحة الشّعب اليهودي بشكل حصريّ، مثل الوكالة اليهودية والصندوق القومي اليهودي. لقد أدّت هذه القوانين والسياسات إلى سيطرة الدولة على أكثر من 93 بالمائة من الأراضي في إسرائيل.
يعتبر القسّ شحادة أنّ محاولة تجريد الفلسطينيين من أراضيهم عبر مصادرتها هي مجرّد تكتيك تستخدمه إسرائيل في سعيها الدؤوب نحو «أقلّ ما يكون من العرب وأكثر ما يكون من الأرض.» وهو يقول «إنّهم يفعلون الشيء نفسه حتى في الضفة الغربية وقطاع غزة. فهم يجعلون الحياة صعبة على الناس لكي يرحلوا، ثمّ يقومون بمصادرة المزيد من الأرض.»
اعتبرت الحكومة الإسرائيلية، في العام 1976، أن مصادرة الإراضي في مناطق الجليل، النقب والمثلث، حيث بقيت مجموعة كبيرة من الفلسطينيين، هي أمر هامّ جدًا لدرجة أنّها ردّت على الإضراب الاحتجاجي المنظّم بقوّة عسكرية وشُرَطيّة ساحقة. ومع انتهاء أحداث هذا اليوم، انتهى ما كان قد بدأ كاحتجاج شامل بقتل ستّة مواطنين فلسطينيين عُزّل في إسرائيل؛ في سخنين، عرّابة، كفر كنا والطيّبة، وبجرح وإصابة عشرات آخرين.
يحيي الفلسطينيون سنويًّا ذكرى يوم الأرض، كما أطلق عليه حينها، على جانبي الخطّ الأخضر وفي الشّتات. عمليًّا، يشكّل هذا اليوم، الذي يتم إحياء ذكراه بالإضرابات والمسيرات، يومًا وطنيًا للفلسطينيين في كافة أرجاء العالم، وأحد أهمّ الأيّام في تقويمهم.
تعود جذور يوم الأرض، على غرار العديد من الأحداث التاريخية في الشّرق الوسط، إلى نشاطات مجموعة صغيرة من الأفراد الملتزمين. لقد دُعي إلى اللقاء التنظيمي الأوّل، الذي عُقد في حيفا ونظّمه الحزب الشيوعي، 25 شخصًا لمناقشة استراتيجيات لمناهضة مخطّطات الحكومة الرامية إلى مصادرة المزيد من الأراضي الفلسطينية. وكان من بين المدعوّين القسّ شحادة؛ قسّ في السّادسة والثلاثين من العمر من شفاعمرو لم يكن منتميًا لأيّ حزبٍ من الأحزاب السياسية، وكما حضره شخصيات وطنية أخرى.
يصف القسّ شحادة قراره بشأن المساهمة في احتجاج يوم الأرض الأوّل، أمام جهود المصادرة الحكومية، بأنّه التقاء ندائيه الباطنيين الديني والسّياسي. ويقول القسّ «إنّني قسّ، وأنا أؤمن أن على القسّ أن يفهم ألم النّاس. يتألم الناس عندما تؤخذ أراضيهم منهم. إنّ ذلك مثله مثل انتزاع عضو من جسدهم. إنّه مؤلم جدًّا ... لم يسمح لي إيماني بأن أتنحّى جانبًا.»
أخذ التحرّك ضدّ مصادرة الأراضي المخطّط لها يكتسب زخمًا أكبر، وذلك بالتعاون مع آخرين من ذوي التفكير المشابه. قام الناشطون بدعوة رؤساء المجالس المحلية في الجليل والمثلث لاجتماع ثانٍ عُقد في الناصرة واستضافه المناضل ورئيس البلدية آنذاك، توفيق زياد، وذلك حرصُا منهم على إشراك القرى ذات الأراضي المستهدفة وفقًا لمخططات الحكومة. ووفق ما يتذكره القسّ شحادة، فقد حضر الاجتماع أكثر من 100 شخص، وغادروه مصمّمين على أنّهم سيحولون دون تنفيذ المُصادرة المخطّط لها – «بكلّ طريقة ممكنة.»
قرّرت اللجنة الآخذة في الاتساع والتطوّر، في اللقاء الثاني أيضًا، الشّروع بحملة منظّمة لإعلام الجمهور الفلسطيني كافة في إسرائيل بأنّ التنظيم جارٍ على قدم وساق للدّفاع عن أراضيهم ضدّ الجهود التي تبذلها الحكومة لمصادرة أراضيهم. وبدأت المجموعة بتوزيع الكراسات والمناشير في أرجاء البلاد معلنةً عن تاريخ الاجتماع الشعبي الذي سيتمّ عقده في سينما الناصرة حول المصادرة المزمع لها.
تباطأت وتيرة السّرد لدى القسّ شحادة عندما تذكّر انذهاله الشّديد من تجاوب الجمهور الفلسطيني في إسرائيل. وقال كما لو أنّه لا يزال يحاول فهم مدى عمق الاهتمام الجماهيري: «كان الاجتماع جبّارًا. لم نكن نتوقّع ذلك. لم نتوقّع أن تحضر الجماهير بهذه الأعداد. لقد قَدمت آلاف مؤلّفة من النّاس. كانت دار السينما تتّسع لـ 300 أو 400 شخص، لكن الناس تجمهروا في أروقة البناية وفي جميع الشّوارع المحيطة بها.»
لقد اتّضحَ أنّ مثل هذا الدّعم الشّعبي سيشكّل أكثر موارد اللجنة قيمةً. لم تتلقّ الرّسائل التي كتبتها اللجنة إلى أعضاء الكنيست أيّ ردود تذكر، واقتصرت نتيجة اجتماع مرتجلٍ مع حزب العمل الحاكم في الكنيست على تأكيد الحزب أنّه لن يعيد النّظر في مخطّطاته الرامية إلى مصادرة الأراضي الفلسطينية الخاصة.
في أعقاب ذلك، ردّ القسّ شحادة وزملاؤه من أعضاء اللجنة على تعنّت الحكومة بتنظيم حملة شعبية واسعة – زيارة القرى التي كانت ستتضرّر من المصادرة، إبلاغ السكان بالمخطّطات وعواقبها المتوقّعة، وحتى تصوير قطع الأراضي المزمع مصادرتها، وإرسال الوثائق إلى المجالس المحلية في القرى لتتمّ مناقشة القضيّة. ويقول القس شحادة: «كنت أذهب إلى اجتماعات شعبية ثلاث أو أربع مرّات في الأسبوع لإبلاغ النّاس بأننا نعتزم تنظيم إضراب إذا لم تصغِ الحكومة لنا».
بعد ذلك، في 18 آذار من العام 1976، وقبل 12 يومًا فقط على الإضراب المخطّط له، كان من المقرّر أن يحضر القس شحادة شحادة اجتماعًا في شفاعمرو مع رؤساء المجالس المحلية الذين تمّت دعوتهم لمناقشة الإضراب الذي خطّطت له اللجنة. وسرعان ما أصبح واضحًا أن الرؤساء توقعوا أن تحترم اللجنة قرار رؤساء المجالس بشأن الإضراب، والإذعان لقرارهم. وكما يروي القس شحادة، فقد صوّتت الأغلبية من رؤساء المجالس المحلية ضدّ الإضراب، ولكن ليس قبل أن يندفع القسّ خارج المبنى احتجاجًا على فكرة أنّه يجب على اللجنة أن تذعن لرؤساء المجالس المحليّة، بدلاً من الإصغاء مباشرة للنّاس.
عبّر الشّعب عن إرادته. وبحسب القسّ شحادة، عندما علم الشباب بقرار رؤساء السلطات المحلية الذين كانوا ينتظرونه، بدأوا بإلقاء الحجارة على مبنى البلدية الذي اجتمع فيه رؤساء السلطات المحلية لمناقشة القضية، ومنعوهم من الخروج منه. وفي خضم احتدام الاحتجاج، اندفعَ أفراد الشرطة من مبنى قريب كانوا يختبئون به «وبدأوا بمهاجمة هؤلاء الشباب وإلقاء القنابل المسيّلة للدموع عليهم.»
عقدت اللجنة في تلك الليلة، كما يقول القس شحادة، اجتماعًا طارئًا في سخنين، أعلنت في أعقابه عن نيتها في تنظيم عمل احتجاجيّ في 30 من آذار ضدّ الحكومة.
تمّ إلغاء الخطّة الأصليّة الداعية إلى تنظيم مظاهرة خارج مبنى الكنيست في اللحظة الأخيرة، عندما رُفض طلب اللجنة الحصول على تصريح بالتظاهر. وبدلاً من المخاطرة بالاعتقالات الواسعة في صفوف جمهور مؤيّديها، حثّت اللجنة النّاس على التّعبير عن معارضتهم للمصادرة المتواصلة لأراضيهم من قبل الدولة بواسطة الإضراب والبقاء في البيت في قراهم.
إثر ذلك، وفي السّاعات المبكّرة من صباح الثلاثين من آذار العام 1976، تلقّى القسّ شحادة مكالمة هاتفية تنذره بالمستجدّات ومفادها أنّ الدولة أمرت بدخول الجيش إلى القرى التي أعلنت الإضراب. وردّ السكان على هذه الخطوة بإلقاء الحجارة وبالمظاهرات العفوية، في الوقت الذي أخذ فيه الجيش يستخدم الرصاص الحي، الأمر الذي أدّى إلى عواقب وخيمة.
إن لجوء الدولة في ذلك اليوم لمواجهة عنيفة مع المضربين، وفقًا للقس شحادة، كان مجرّد مثال على الإستراتيجية طويلة الأمد التي تستخدمها حكومات إسرائيل للسيطرة على الفلسطينيين على جانبي الخطّ الأخضر. وهو يقول «لقد كانت السياسة الإسرائيلية، دائمًا، معاملة الفلسطينيين بالقبضة الحديدية. إنّني أعرف ذلك، وقد سمعت ذلك مرّات عديدة، حتّى من قبل أفراد الشرطة. وهم يقولون، ’يمكن التعامل معكم بالقوّة فقط. إنّكم لا تعرفون ما هي الديمقراطية’، إذًا، هكذا تتمّ معاملتنا.»
على الرغم من العنف، فإن القسّ شحادة يقدّر أن نحو 70 أو 80 بالمائة من الجمهور الفلسطيني في إسرائيل شارك في الإضراب في 30 آذار العام 1976. وهو يلخّص معنى ذلك بالنسبة إلى الفلسطينيين في إسرائيل بافتخار عبر الاقتباس من صديقه الراحل صليبا خميس: «في يوم الأرض، خرج المارد من القمقم».
مع اقتراب حلول الذكرى التاسعة والعشرين من يوم الأرض، أوّل ما يشغل بالَ القسّ هو انتزاع الأرض، الذي يقول عنه إنّ الدولة تقوم به الآن في الضفّة الغربية من خلال بناء الجدار الفاصل، والتفرقة التي تخطّط الحكومة لها بين الفئات العقائدية المختلفة في المجتمع الفلسطيني في إسرائيل.
يصف القسّ شحادة إسرائيل بأنّها تستخدم الأسلوب الكلاسيكي «فرّق تسدْ» مع المواطنين الفلسطينيين، مستشهدًا بالصدامات الفلسطينية الداخلية التي وقعت بين الدروز والمسيحيين في المغار، كمثالٍ على ذلك.
ويقول القسّ شحادة: «إنّه مرض رهيب يصيب الحياة الفلسطينية في هذه البلاد، وقد نجح يوم الأرض، إلى حدّ ما، ولفترة زمنيّة ما، في إزالة هذه الأنواع من الاختلافات بين الفلسطينيين أنفسهم. لكن، ولسوء الحظّ، نجحت الحكومة في تفريقنا مرّة ثانية، ولم يعد يوم الأرض يوحّد النّاس كما كان يفعل في السابق.»
إنّ إرث يوم الأرض والقيمة النّابعة من إحيائه لا يقتصران، في ما يتعلّق بالفلسطينيين في الوقت الرّاهن، على حقيقة أنّه تم حث الأقلية الفلسطينية في إسرائيل على القيام بعمل موحّد ضدّ سياسات الدولة المميّزة فحسب، بل إنّه كشف، من خلال القيام بذلك، عن مأساة الفلسطينيين المشتركة في كلّ مكان.
يقول القسّ شحادة إنّه «من دون الأرض ليس لنا أيّ جذور في هذه البلاد. إنّ الأرض هي جذورنا. الأرض ليست فقط مكانًا تزرع فيه الباذنجان والخيار – إنها بيتنا الوطني. إنّني فلسطيني وهذا هو وطني.» 

## القسيس وقصة المحكمة
عندما أعلنت السلطة خطة لمصادرة الأراضي العربية في البطوف سنة 1975 كان القسيس أحد أفراد المجموعة المؤسسة للجنة الدفاع عن الأراضي وعددها ثلاثين شخص، اجتمعوا في حيفا وبحثوا كيفية التعامل مع هذه المصادرة، وعلى هذا الأساس صاروا يحضرون نشاطات وفعاليات في جميع أنحاء البلاد ضد مصادرة الأراضي.
عشية أحداث يوم الأرض سنة 1976 يذكر القس اجتماعين مهمّين للدفاع عن الأرض. اجتماع شعبي شارك فيه كل أهل البلد، كان مُلاحق وكان خوف على حياته وخطر الاعتداء عليه من قبل عملاء السلطة في كل لحظة. ويذكُر الضغوطات اللي مارسوها ضدّه والتحقيقات البوليسية المتواصلة. وفي إحدى المرات أخذوه هو وشاب إسمه ناجي فرح من شْفاعمرْ على المحكمة وادّعوا أنهم وضعوا حواجِزْ على الشوارع ورَموا حجارة على الشرطة ووَزِّعوا مناشير غير قانونيّة. يَذكُر أن شرطي من شْفاعمرو طلَب منه أن يرافقه بسيارة الشرطة إلى المحكمة، رفض وقال: لدي سيارَة.وفعلاً سافر بسيارته ورافقه بالسيارة أحد أفراد الشرطة. وبعد ما قرأ الحاكم الاتهامات الموجّهة ضدهما سأل القاضي النيابة: هل عند الشرطة إدلّة تدين المتهّمين؟ ردّْ ممثل النيابة: لا توجد أدلّة. عندها غضب الحاكم وأطلق سراحهما بكفالة شخصيّة. على هذا الأساس تجَنَّدت كشافِّة الكاثوليك في شْفاعمرْ كلّها لحِراسة الاجتماع الشعبي من أيْ اعتداء من قِبَلْ أعوان السُلطَة. وأقموا الاجتماع الشعبي بدون أيّْ مُشكلة، وألقى القسيس فيه كلمة وألقيت كلمات أخرى من المُطران الياس شَقّور وناجي فرح وإبراهيم نمر حسين (أبو حاتم)، وطارق عبد الحيّْ وجمال طربيه.

## وفاته
رجل الدين التقي المتنور، الذي كان ملتصقا بقضايا شعبه بهمومه وطموحاته، وحرص على تماسك فسيفساء التنوع الفكري والإيماني والاجتهادي في مجتمعنا، وتسخيره في المعركة الواحدة، ضد الظلم والظالمين، ومن أجل السلام العادل سلام الشعوب، القس شحادة شحادة نائب رئيس الجبهة الديمقراطية للسلام والمساواة ورئيس لجنة الدفاع عن الأراضي العربية، وافته المنية عن عمر ناهز الـ 71 عاما.
سجّي جثمان القس شحادة شحادة في باحة كنيسة البروتستانت في كفر ياسيف ظهر يوم الإثنين 28/12/2010. 